# Ансуорт, Лора
Лора Ансуорт (англ. Laura Unsworth; 8 марта 1988, Бирмингем) — британская хоккеистка на траве, защитница клуба «Ист Гринстед». В составе сборной Великобритании — чемпион летних Олимпийских игр 2016 года, бронзовый призёр летних Олимпийских игр 2012 года, бронзовый призёр чемпионата мира 2010 года и серебряный призёр Трофея чемпионов-2012. На международных турнирах представляет Англию, в её составе — бронзовый призёр Трофея чемпионов-2010, чемпионка Европы 2015 года, бронзовый призёр Мировой лиги 2012/2013.

## Спортивная карьера
Ранее выступала за клубы «Холкомб», «Лафборо» и «Саттон Колфилд». В составе сборной Великобритании — бронзовый призёр Олимпийских игр 2012 года и чемпионка Олимпийских игр 2016 года. В составе сборной Англии — дважды призёр Игр Содружества 2010 и 2014 годов, а также чемпионка Европы 2015 года.

## Личная жизнь
Училась в начальной школе Коппис и университете Лафборо.